# François-Antoine Bossuet
Pour les articles homonymes, voir François Bossuet (dit Bossuet le riche) et Bossuet.
François-Antoine Bossuet ou François Bossuet, né le 21 août 1798 à Ypres, et mort à Saint-Josse-ten-Noode (Bruxelles) le 28 septembre 1889 est un peintre de l'école belge connu comme peintre d'architecture pour ses vues de monuments, de ruines, d'intérieurs, d'églises et également ses paysages, qui bénéficie d'une réputation européenne et mondiale.

## Biographie

### Premières années
François-Antoine Joseph Bossuet (parfois orthographié Bossuée) est né à Ypres le 21 août 1798, de l'union de François Bossuet, boutiquier, et de Marie Delicq.
Initialement formé à l'académie d'Ypres, François-Antoine Bossuet suit ses parents qui s'établissent à Ostende où il sert en qualité d'« élève entretenu » de la marine du Premier Empire. Puis, il passe, en la même qualité, à Anvers où il est employé à la préfecture maritime. Commandant du port (secrétaire du pilotage) à Ostende, il consacre ses rares loisirs à la peinture. Il fréquente l'académie royale des beaux-arts d'Anvers auprès de Guillaume Herreyns. À la chute de l'Empire, il professe un cours de dessin à l'académie d'Ostende. En 1826, il abandonne la marine pour se consacrer à son art.

### Établissement à Bruxelles
En 1828, Bossuet quitte Ostende pour s'installer à Bruxelles et donne des cours de perspective en son domicile rue de la Pépinière, puis au musée des arts et des sciences.
Il devient connu pour ses représentations de villes, monuments et paysages, d'Espagne et d'Italie notamment, souvent sous la forme de vues de lieux anciens ou chargés d'histoire, émaillés de scènes de la vie courante. Il y excelle dans le rendu de la perspective, servi par un coloris puissant.
En 1836, il est nommé professeur de perspective et de dessin linéaire à l'académie royale des beaux-arts de Bruxelles, fonction qu'il occupe jusqu'en 1876. Après des essais favorablement remarqués dans plusieurs villes de province, telle Courtrai (1833), Bossuet commence à exposer aux salons triennaux de Bruxelles (à partir de 1836), ainsi qu'à diverses expositions de la ville, telle que celle de la société philanthropique en 1840.

### Notoriété
François-Antoine Bossuet est l'auteur de deux traités de perspective pittoresque, parus en 1833 et en 1872. Il présente trois toiles de vues espagnoles, lors de l'exposition universelle de Paris de 1855. En 1873, il reçoit la médaille de l'exposition de Vienne, et en 1878, celle de Paris en 1878 pour son second traité relatif aux perspectives. Il forme le peintre Jean-Baptiste Van Moer, connu pour ses représentations de villes.
Témoins de la notoriété nationale et internationale de l'artiste, certaines œuvres de Bossuet sont conservées dans les institutions muséales belges, européennes et outre-Atlantique : au musée royal des beaux-arts d'Anvers, aux musées royaux des beaux-arts de Belgique à Bruxelles, au Mu.ZEE à Ostende, au Victoria and Albert Museum à Londres, au Philadelphia Museum of Art, ainsi qu'en Australie, au musée de Melbourne et au musée de Sydney.

### Vie privée et dernières années
Sur le plan privé, François Bossuet épouse à Ostende, le 26 octobre 1819, Virginie Julie Dubrux, de deux ans sa cadette et qui lui survit. Le couple a au moins six enfants, dont trois fils : François Auguste Bossuet, ingénieur, né à Ostende en 1821, Louis Bossuet, né en 1824, lieutenant-colonel d'artillerie et Charles Guillaume Bossuet, archiviste à la banque nationale, né à Ixelles, en 1829, ainsi qu'une fille Émerence, née à Bruxelles en 1833, épouse de Paul Henrard, général-major d'artillerie.
François-Antoine Bossuet poursuit sa longue carrière jusqu'à la fin de sa vie. Encore assis à son chevalet, trois semaines avant son décès, Bossuet meurt, à l'âge de 91 ans, en son domicile, rue Royale, no 165 à Saint-Josse-ten-Noode, le 28 septembre 1889, auprès de sa femme.

## Œuvres

### Peintures
Sélection d'œuvres  :
- Marché aux poissons, Anvers 1833 (Musée des Beaux-Arts Anvers) ;
- Vue du rivage à Malines, Salon de Bruxelles de 1836 ;
- Vue de l'abbaye de Saint-Amand à Rouen, Salon de Bruxelles de 1836 ;
- Vue de la cathédrale de Rouen, Salon de Bruxelles de 1839 ;
- La porte d'entrée de la Kasbah à Tétouan, Salon de Bruxelles de 1842 ;
- Vue de l'Alcazaba de Malaga, Salon de Bruxelles de 1845 ;
- Tour arabe sur le Tage, près de Tolède, Salon de Bruxelles de 1851 ;
- Porte mauresque à Grenade, Salon de Bruxelles de 1851 ;
- Atalaya mauresque sur la côte méridionale d'Espagne, Salon de Bruxelles de 1851 ;
- Tours romaines à Grenade, Salon de Bruxelles de 1854, (acquis par Napoléon III) ;
- Vue sur le Darro à Grenade, Salon de Bruxelles de 1863 ;
- Ruines du palais des califes, ancienne ville de Zehra en Espagne, Salon de Bruxelles de 1863 ;
- Moulin à eau sur la Rioverde, près de Ronda, midi de l'Espagne, Salon de Bruxelles de 1863 ;
- Vue du pont et du Château Saint-Ange, Rome, avec sur le second plan la Basilique Saint Pierre (Coll. part.)[6].
- Grand-place d'Ypres ;
- Bords du Guadalquivir ;
- Ruines d'un pont mauresque à Grenade (musée des Beaux-Arts de Liège) ;
- Ruines d'un théâtre romain près de Fès (palais royal de Bruxelles) ;
- La cour des lions à l'Alhambra (galerie du roi de Wurtemberg) ;
- Un aqueduc romain à Séville (musée de Philadelphie) ;
- Procession à Séville, 1873 ;
- Vue de la porte Romaine de Cordoue, 1872 ;
- Vue d'un moulin à vent arabe en construction sur une colline ;
- Vue de la Porte de la Justice (Alhambra, Grenade, Espagne) ;
- Vue du Grand Canal à Venise ;
- Vue de Rome (musée de Melbourne) (1887) ;
- Place de la Constitution à Jaèn (musée de Sydney) (1887) ;
- La Place du Marché à Liège[7].

### Dessins
- Le Vieux Pont des Arches à Liège, par François Bossuet (crayon sur papier, 21,7 × 28,2 cm, signé et daté 1840, inventaire n° 2277)

### Galerie

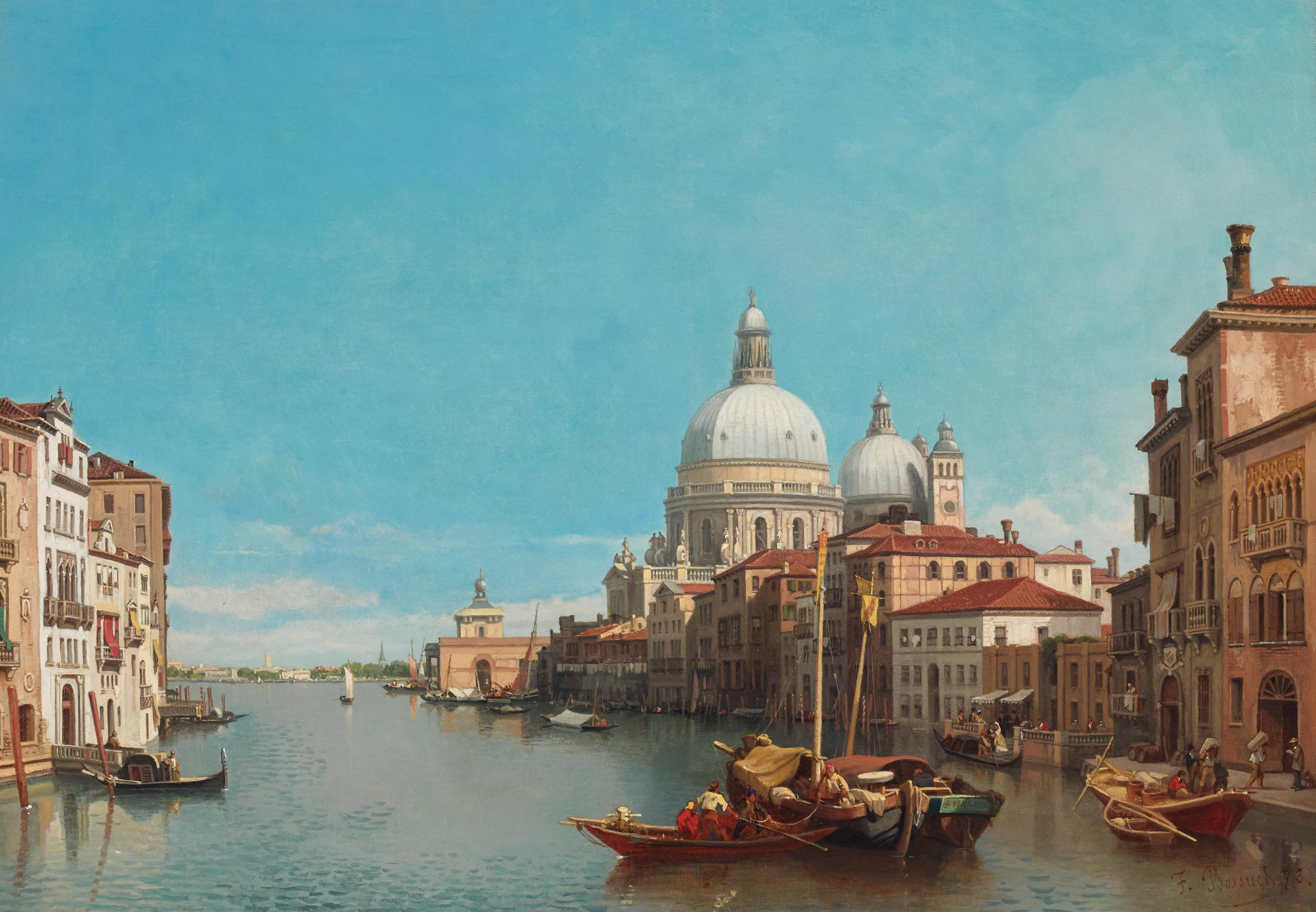
Vue de Venise : le grand canal.
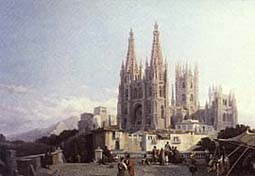
Cathédrale de Burgos.
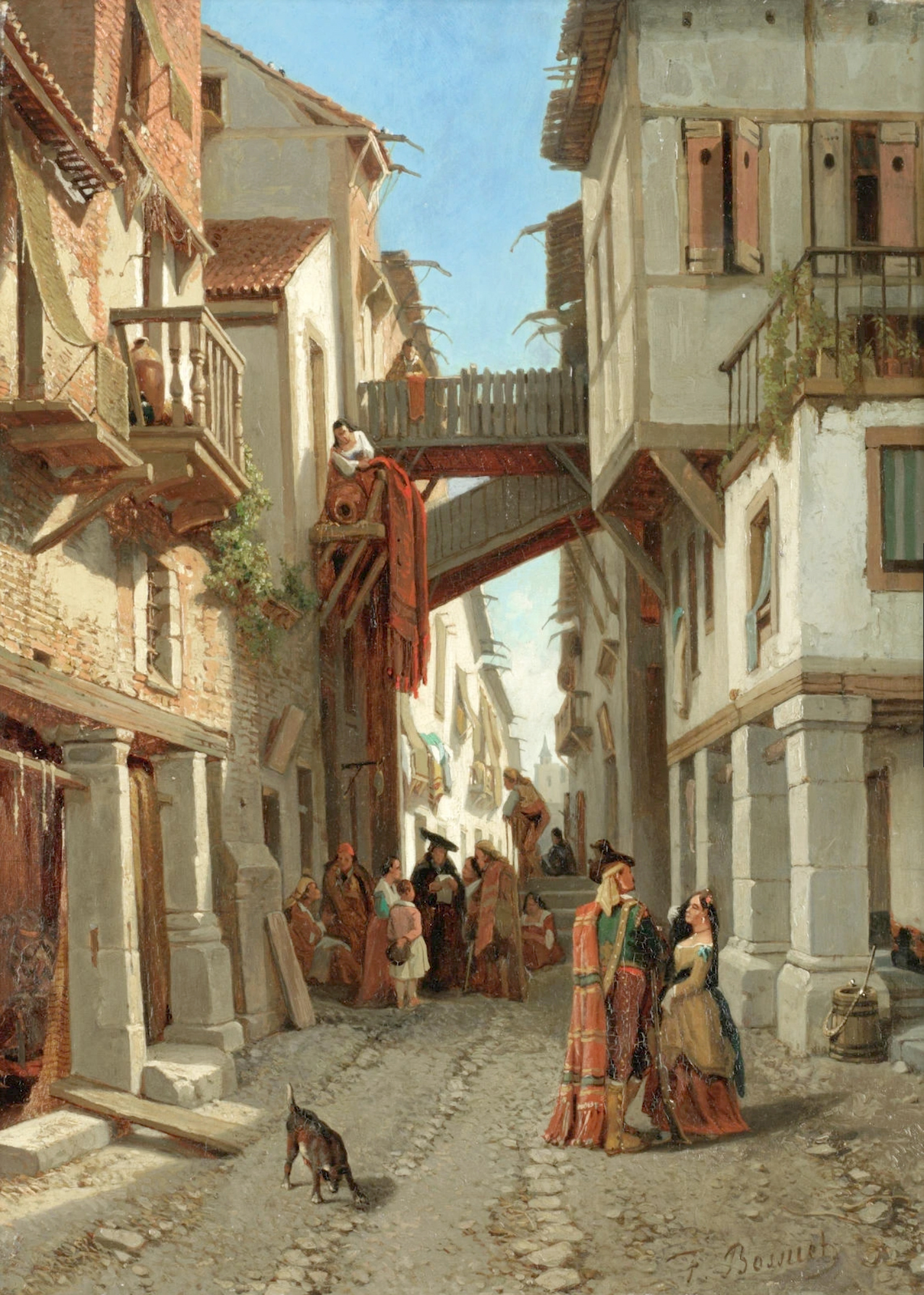
Scène de rue à Tolède.
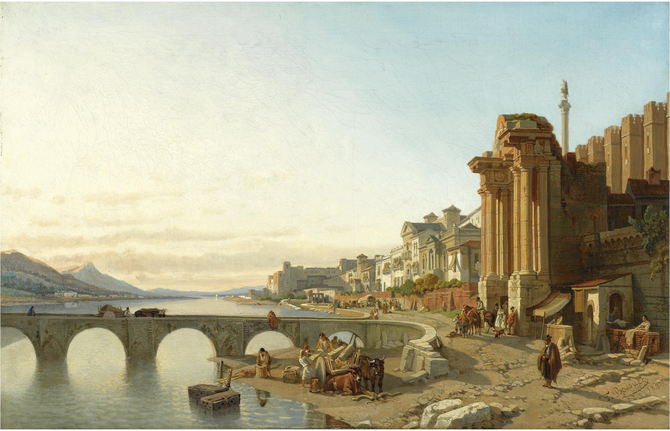
Vue de Cordoue (1880).
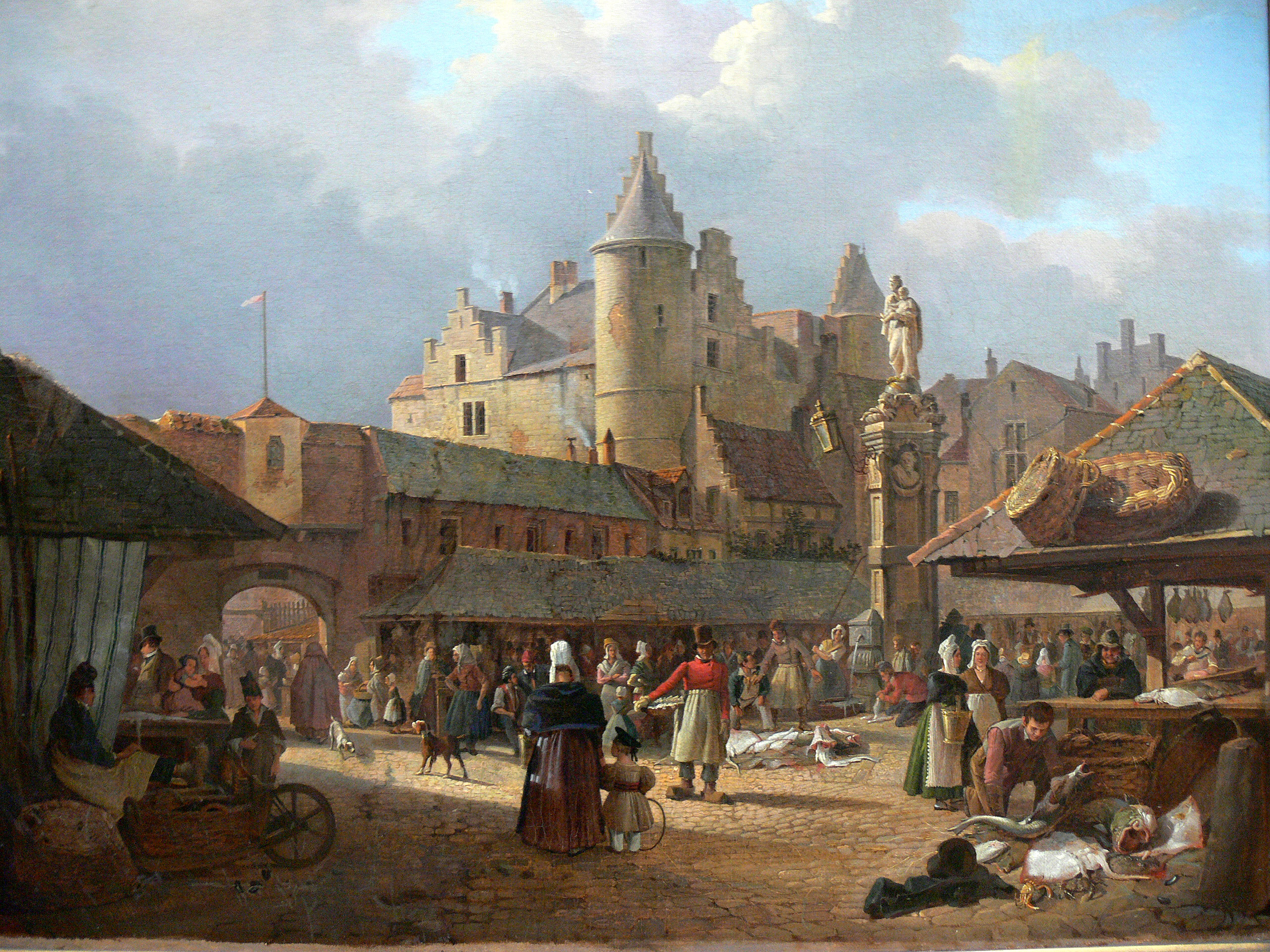
Marché aux poissons (tableau conservé au Musée royal des beaux-arts d'Anvers).
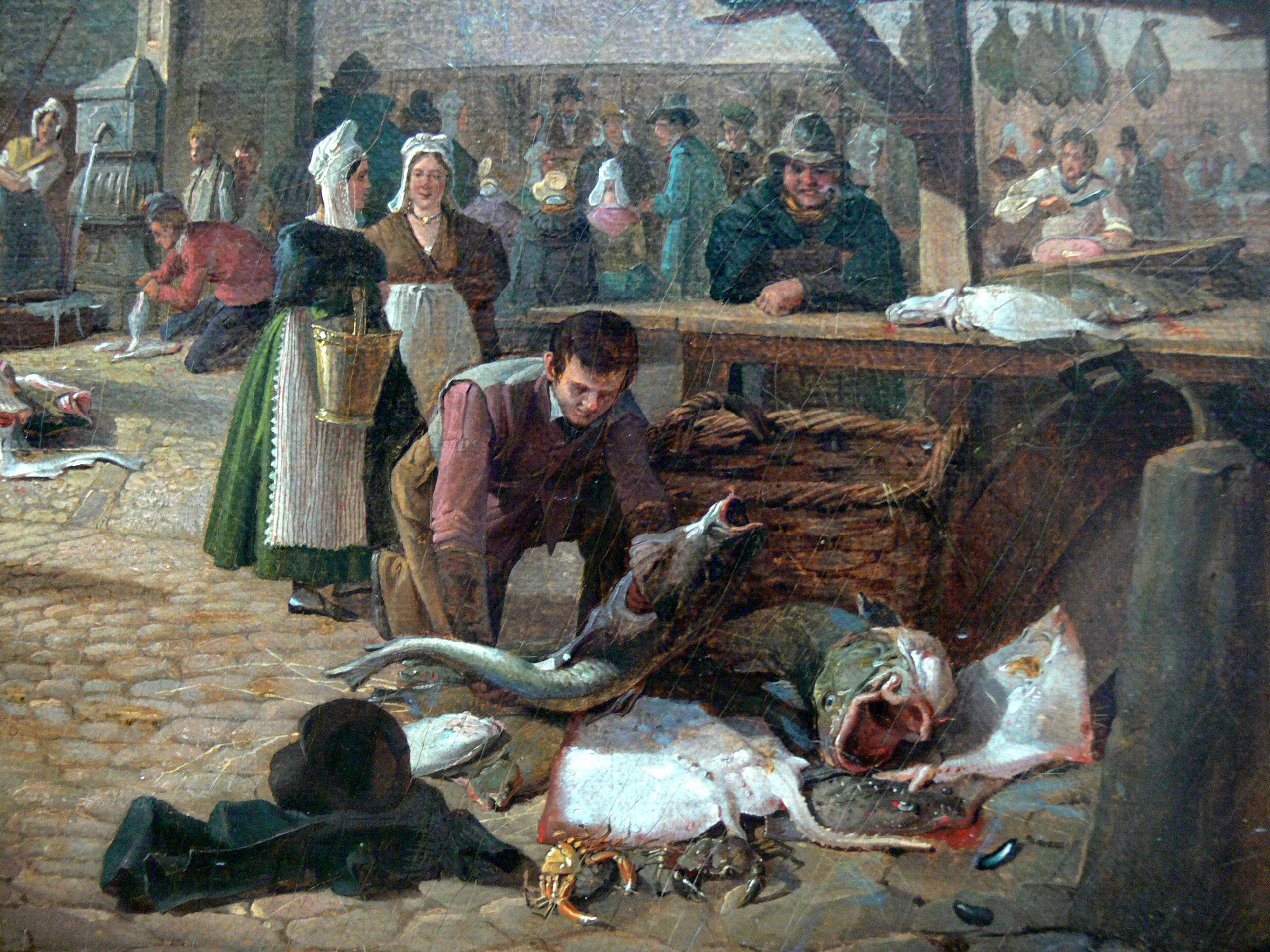
Le marché aux poissons (détails).
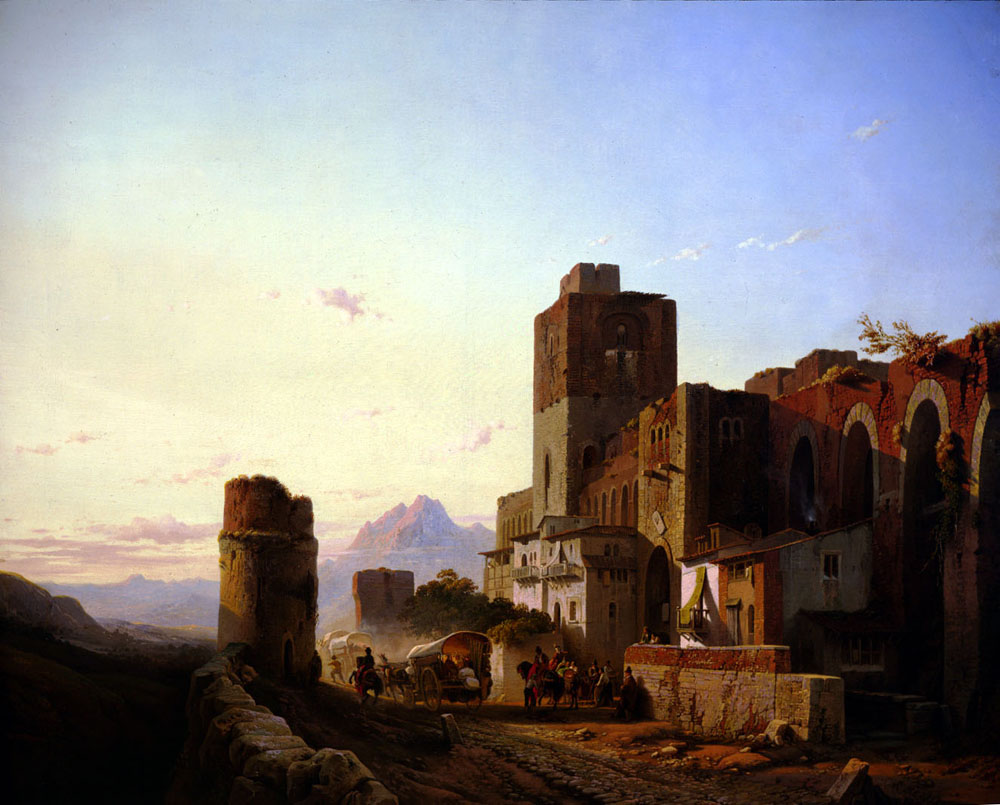
Ville espagnole.

## Phaléristique
François-Antoine Bossuet est :
- Officier de l'ordre de Léopold (16 novembre 1863)[8].
- Commandeur de l'ordre de Léopold (22 novembre 1884)[9].